# Virus (banda heavy)
Virus fue una banda española de heavy metal fundada en 1981 en la ciudad de Palma de Mallorca con Jaume Triay como cantante - posteriormente se pondría al frente de Cerebros Exprimidos -, Juan Andres Ruiz a la batería, Joan Gaya en la guitarra, Angel Martinez en la guitarra rítmica y Sandro Vizcaíno en el bajo. Virus tuvo un papel absolutamente fundamental en la corriente punk de los años '80 en Baleares, fueron pioneros del Heavy Metal en Baleares junto con otras bandas como Drakkar, Anaconda, Vigilia Forzada y Alambrada.
Algunas de sus canciones más populares del momento fueron «Dark Love», «Alma Asesina» y  «Pasa por encima»

## Miembros
- Jaime Triay :[6] Voz
- Joan Gaya :[3] Guitarra y Solista
- Angel Martínez: Guitarra rítmica y Solista
- Sandro Vizcaíno: Bajo
- Juan Andrés Ruiz: Batería